# Snow (Fluss)
Der Snow (russisch und ukrainisch Снов) ist ein rechter Nebenfluss der Desna. Er entspringt einige Kilometer südöstlich der russischen Stadt Nowosybkow und mündet in der ukrainischen Oblast Tschernihiw bei Brussyliw in Polesien in die Desna. Er hat eine Länge von 253 km und ein Einzugsgebiet von 8.700 km². Der Snow hat am Oberlauf, wo er abschnittsweise die russisch-ukrainische Grenze bildet, eine Breite zwischen vier und 14 m, während er sich im Unterlauf auf 20 bis 40 m weitet. Das Flusstal ist zwischen 1,5 und 4 km breit.
Im Winter ist der Snow in der Regel von November oder Dezember bis April zugefroren. Sein Wasser wird im Unterlauf zur Bewässerung genutzt.